# 柔远驿
柔远驿（平話字：Iù-uōng-ĭk），明代时官方全称为“进贡厂柔远驿”，民间又称琉球馆（平話字：Liù-giù-guāng），是中华人民共和国福建省福州市的一座馆驿建筑，位于台江区琯后街40号，始建于明成化八年（1472年），重建于清康熙六年（1667年），明代至清末用于接待琉球国赴华朝贡的宾客和商人等，琉球贡使在福州登陆后一般先住在柔远驿，再到京城觐见中国皇帝，古代自费到中国学习的琉球学生也多在柔远驿延师受业，当时柔远驿的建筑规模较大，还有天妃宫、进贡厂等附属建筑。1876年中琉断交后，它作为贡使馆驿的功能消失，其建筑面积渐被蚕食缩小。现今，柔远驿被辟为福州对外友好关系史博物馆，是福建省级文物保护单位。

## 历史

### 创建
明中叶（15世纪末）之前，因为琉球至中国间交通以直航福州港最为便捷，加之从事中琉贸易的人员很多是明初移民到琉球的福州河口人，因此前往中国的琉球人往往先在福州停靠，再前往福建市舶司所在的泉州，其时福州官方在城东南水部门外的河口地区设有廨舍，专供琉球人临时休息，福州民间称之为琉球馆。明朝初期的永乐三年（1405年），明成祖就在泉州建立附属于福建市舶司的来远驿，专门用于接待琉球人。但因为琉球使者和商人的船只多在福州靠岸停泊，明朝就于成化八年（1472年）在福州设立怀远驿以接待琉球人，其地址就在水部门外的河口地区的原琉球馆附近，并废止泉州的来远驿，成化十年（1474年）（一说成化五年）明朝将福建市舶司移至福州。明朝万历年间为区别于广州的怀远驿，朝廷将福州的琉球馆更名为柔远驿，取自《尚书·舜典》中的“柔远能迩”，寓意“优待远人，以示朝廷怀柔之至意”。

### 明清时期沿革

现福州柔远驿的厅堂为清代所建

明代的柔远驿规模相当大，内有前厅、卧房、后厅、后厅夷梢卧房、贰门、贰门夷梢卧房、守把千户房、军士房、大门、天妃宫、进贡厂、控海楼和尚公桥，用于琉球使者商人居住及储存贡品、商品。明末清初时，南明隆武帝将国都设在福州，后来清兵攻破福州，柔远驿在战争中遭到严重破坏，在靖南王耿继茂占据福建期间又作为兵营，琉球来宾不得不与军队同住一处。康熙五年（1666年）琉球国王尚质上奏康熙帝请求恢复柔远驿，康熙准奏并令福建督抚重建该驿，但重建后靖南王的藩兵仍拒绝迁出。三藩之乱中，柔远驿于康熙十三年（1674年）再遭重度损坏，直到康熙十八年（1679年）才由康熙帝下令重建。自此柔远驿一直保持着它的大致面貌，延续到光绪五年（1876年）中琉断交为止。
在康熙十八年重修之后的数百年间，各方还曾经数次扩建或修复柔远驿。康熙三十年（1691年）增建了崇报祠。三十一年（1692年），柔远驿因受台风袭击而严重受损，福建地方政府随即修复了厢楼、墙垣，并重修了馆内的天妃宫。同年，因琉球贡使人数增加到300人，原驿馆显得狭小难以容纳，琉球方便在大厅西南侧增建了小四间用于贡使居住。嘉庆二年（1797年），琉球使臣上奏请修年久失修的柔远驿，清朝方面便由一些宪台官员捐资重新修复了除土地祠和崇报祠外的柔远驿所有设施。嘉庆九年（1804年）正月初九，馆内天妃宫楼上灯烛失火，并蔓延到全驿，甚至烧死了接贡船水梢蒲户仲村渠，该次火灾造成严重的破坏，是柔远驿历史上最大的火灾。虽然火灾系琉球方过失所致，但清政府仍以怜恤的名义接受琉球使者重建的请求，参照原样修复了柔远驿。道光二十二年（1842年），柔远驿河口通事（土通事）所居住的视馆公署被大风所毁，琉球接贡存留通事普久岭里之子呈表文呈请另修一座土通事公关，清政府遂于道光二十四年（1844年）在原视馆公署右侧新建了长五开间、宽二开间的土通事公馆。同治十二年（1873年），柔远驿进行了中琉断交前最后一次大修，土通事公馆扩建为长五间半房，横四间半房。

### 琉球亡国至今

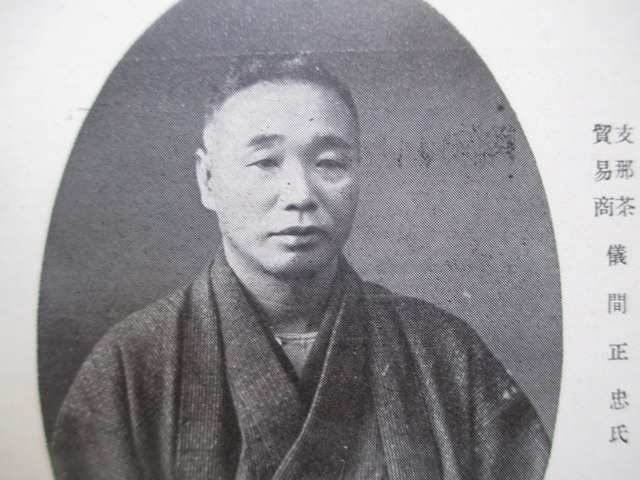
太吉茶棧的創辦者胡月亭

1875年，日本强迫琉球王国停止向清朝朝贡、关闭福州琉球馆，并提出吞并要求，1876年，在琉球和清朝方面交涉无果的情况下，中琉断交，福州柔远驿作为琉球使者驻地的功能消失。1879年日本正式吞并琉球后，日方曾提出日本接替琉球国继承柔远驿作为日本的财产，但被中国方面拒绝。尽管如此，前往福州的琉球人（实际上包括很多日本人）仍继续使用该馆作为在福州的居所。約在日俄戰爭爆發期間，琉球人胡月亭（唐名胡國善、號月亭，和名儀間正忠）兄弟五人來到福州，利用琉球館之地開設太吉茶棧，從事福建與那霸之間的貿易。此外，還有真榮平朝正、真壁朝昭（開設生和商店）等琉球人至福州做生意，亦以柔遠驛一帶為中心。直到1937年7月中日之间爆发战争后，胡月亭才回到沖繩。直到20世纪90年代，原柔远驿逐渐被蚕食缩小至不到原建筑的十分之一。1992年，福州市政府修复了柔远驿，其建筑面积仅剩面积600平方米，作为福州对外友好关系史博物馆，用于陈列福州的海外交流史，包括中琉和中日关系的展品。1996年，福建省人民政府将柔远驿公布为第四批省级文物保护单位。

## 建筑

目前的柔远驿正门

### 原建筑
明代时，柔远驿的规模已经较大，共有前厅三间、两边卧房六间、后厅五间、两边夷梢卧房二十七间、贰门三间、两边夷梢卧房六间、守把千户房两边十间、军士房二间、大门一间另外还有附设一座天妃宫用于祭祀妈祖女神，一所进贡厂用于存储、检查和加工贡品和商品，另外还有控海楼和尚公桥建筑。清代的柔远驿在康熙十八年（1679年）的重修之后，建有大门、仪门，两侧有厢楼各十一间，另有一座视馆公署建于仪门外，一座三小间大小的天妃宫祠堂在厅后。此外在康熙和道光年间分别增建了崇报祠、小四间和土通事公馆，其面积不小于6000平方米。
该会馆因内祀湄洲妈祖，故又名琼水球商天后宫，旧址在河口太保境内，初建于清道光三年（1823年），道光十九年（1839年）在旧基上拓宽修建。這一會館系由从事这一经营的“闽人三十六姓”的十家后代联合建起，故民间称之为“十家排”。关于“十家排”之称，一般认为是七姓十家，如《闽县乡土志》载：“李姓四户，郑、宋、丁、卞、吴、赵各一户，代售琉球之货”。

### 现建筑
现今的柔远驿于1992年修复，并辟为福州对外友好关系史博物馆，馆址在原址大门西侧，门牌号为福州市台江区琯后街40号，其建筑为原柔远驿建筑的一小部分。建筑为坐北朝南向，大门后有插屏，其后为天井、两侧是披榭。厅堂的主建筑面阔三间，进深五柱，为穿斗式杉木结构的双层楼房，馆周围用封火墙围绕，占地面积约600平方米，用于陈列各种中琉关系史的文物和其他展品。前后天井用传统的假山盆景装点，后天井还放置着搜集到的数十方葬在福州的古代琉球人的墓碑。

## 作用与影响

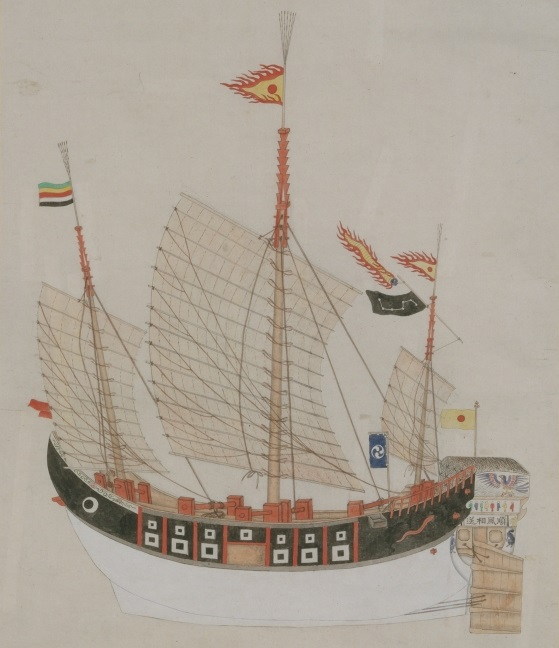
琉球國朝貢船

历史上的柔远驿是为了给琉球贡使及随员提供食宿之所，同时它也成为中琉间商业和文化交流的枢纽。琉球贡使抵达福州后先会在柔远驿驻扎休整，待准备妥当后，琉球正副使、都通事、大笔帐、正副使使赞等十八至二十多人将赴京进贡，其余的随行人员则一直停留在柔远驿内。福州地方政府在此期间会负责给使团供给米粮，发放菜金和柴火费，并为使团准备宴席。柔远驿还是中国与琉球间贸易的场所，每次琉球使臣来贡的时候，清政府会批准十家琉球商人在柔远驿内从事中琉贸易，而琉球商人则常常成为日本及东南亚国家商品在华贸易的中间商，其贸易包括输入中国的金属制品、宝石、象牙、香料、药材、矿石、海产干货和日用品等以及从中国输出的木材、纺织品、瓷器、茶叶、手工艺品、文具等。很多赴华求知的琉球学生也都在柔远驿内学习中国文化。此外，凡有船只遇险失事漂流至中国东南沿海的琉球难民，中国政府都将其安置在柔远驿中等待遣返，并负责他们在华期间的生活费用。柔远驿中还摆放有客死中国的琉球人的灵位，1930年代初日本学者造访柔远驿时，驿内尚存琉球人牌位900多枚。
由于明朝严格限制对外贸易，福州作为中琉贸易的指定港口接待了绝大部分赴华的琉球人，他们大多居住在柔远驿内。每次琉球贡船抵达后，都会被带领到贡厂河下，货物由福州当地民夫搬运到柔远驿的贡厂内由明朝官员查验，然后将琉球贡使和商人等接入柔远驿歇息。柔远驿门由千户3员，军士30名把守，以防琉球人擅自出入、私下进行商品交易。用作贸易的商品由明朝官牙作为中介经纪来介绍客商前来贸易，贸易地点仅限于福州。清朝仍沿袭明朝的做法，将琉球商人的贸易严格限制在柔远驿内。1823年（道光三年）后，随着福州台江太保境内闸口附近牙行组织球商会馆的建立，中琉贸易被允许转移至球商会馆进行。
明清时期来中国留学的琉球学生分为“唐监生”和“勤学人”两种。唐监生为官费留学生，皆为琉球王室、贵族子弟，被安排于北京、南京的国子监学习，其费用由中国政府负担；勤学人则是自费留学生，人数要多于唐监生，而且其中很多人来自那霸的久米村，他们的学习地点就在福州柔远驿内。柔远驿中教授的知识包含了儒学、天文、历法、地理、音乐、绘画，甚至还包括了农业和手工业。出自柔远驿的琉球勤学人极大的推动了琉球的发展，譬如琉球第一位编写历法的金锵、在琉球颁行《大清时宪历》的蔡肇功、18世纪的琉球三司官蔡温、将番薯栽培技术由福建带到琉球的琉球留学生野國總管、琉球画家璩自谦（石嶺親雲上傳莫）、查康信（上原子真知）等都曾在福州柔远驿延师受业。
晚清时，柔远驿也成为日本获得中国局势情报的重要来源，有关中国的信息由柔远驿传到琉球国，再由琉球国传至日本萨摩藩，最后再传到江户幕府那里。1879年日本吞并琉球后，一部分尚在柔远驿的琉球人回国参加琉球的救亡运动，而此后还有一部分琉球人则由琉球潜回福州柔远驿继续从事救国活动。

## 作为福州对外友好关系史博物馆
现今，柔远驿被福州市作为福州对外友好关系史博物馆，馆内陈列有福州与海外之间外交、文化、贸易等各种往来的文物和其他展品，其内容不仅限于福州和琉球间的往来交流，还包括了明代以前的福州对外交流历史以及近现代福州与日本间的交流，马可波罗、日僧空海和尚、郑和及福清隐元禅师等和福州对外交流有关系的人物事迹都在展览之列，馆址还立有“中日友好，万古长青”的石碑。
正厅主建筑的楼下西厢房作为“福州对外友好关系史馆”陈列有福州海外交流历史的文字和图片介绍以及实体文物展览。东厢房和二楼的陈列有中琉和中日友好交流的展品，古代琉球国的赠品多在楼上展出，尤以19世纪道光年间福州籍官员林鸿年出使琉球时琉球王赠送与他的一颗如斗大的珍贵牡蛎壳为珍品；而1980年代后，日本冲绳县那霸市（福州市的友好城市）赠送福州市的纪念品则在一楼的东厢房陈列，多为冲绳的漆盘和那霸市的芭蕉布及茶具、丝织品等。

柔远驿暨福州对外友好关系史博物馆内展出的物品
琉球墓碑
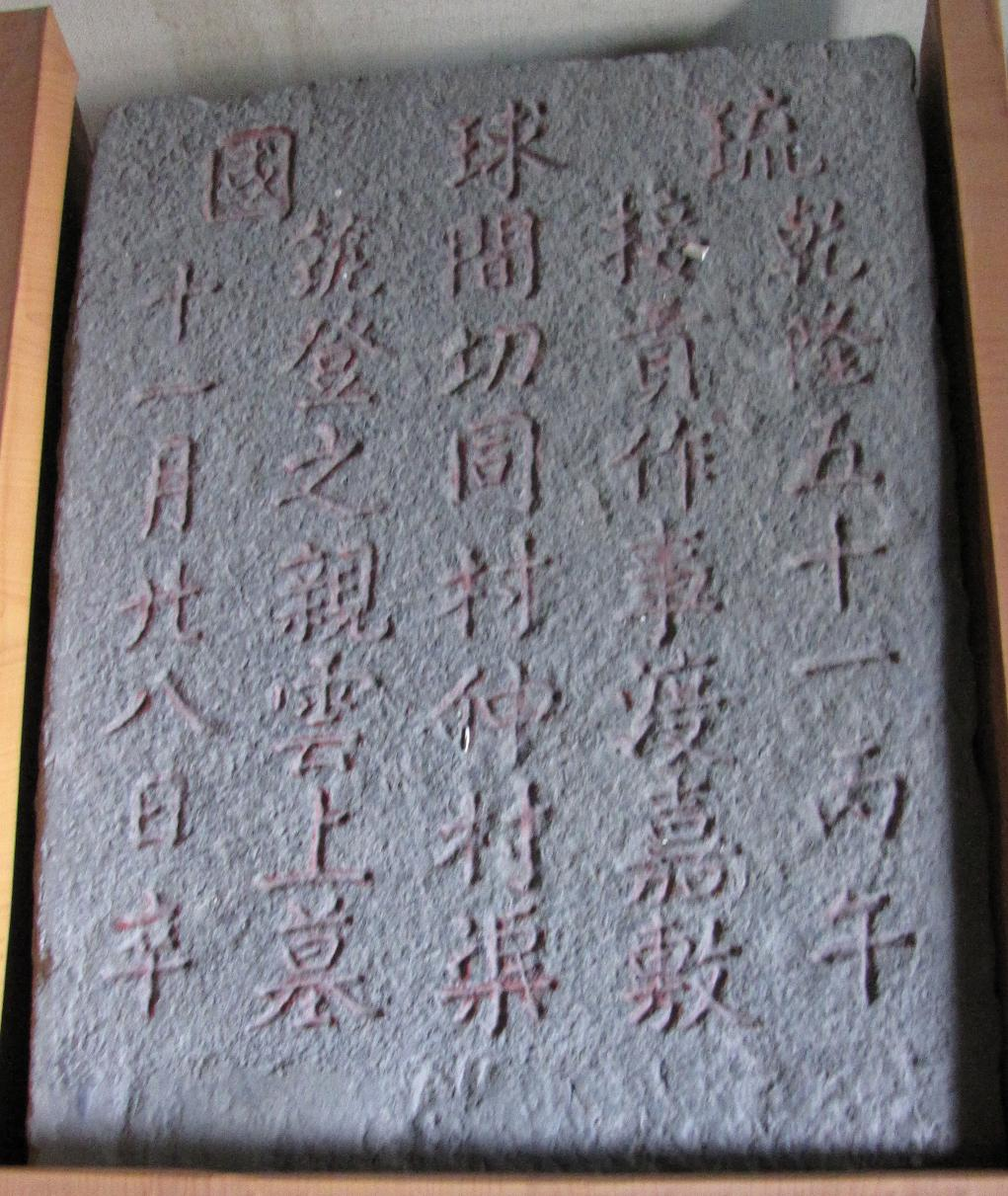
琉球墓碑
進貢船模型
琉裝、琉球人形及漆器